# Sofoklés
Sofoklés, řecky Σοφοκλης, (497/496 př. n. l., Athény – 406/405 př. n. l.) byl starořecký athénský dramatik a politik. Patří k nejvýznamnějším antickým dramatikům, proslul svými tragédiemi, především Antigonou, Élektrou a Králem Oidipem.

## Život
Jeho otec Sofillos byl zámožný člověk, měl dílnu na výrobu zbraní a brnění. Sofoklés dostal v mládí velmi dobré gymnastické a múzické vychování. Díky kráse postavy, své atletické zdatnosti a hudebním dovednostem byl vybrán v roce 480, když mu bylo 16 let, aby vedl paján (sbor zpívající chvalozpěv i tančící) oslavující rozhodující vítězství Řeků nad Peršany v bitvě u Salamíny.
Sofoklés byl politicky aktivní roku 443/442 př. n. l., kdy byl pokladníkem athénského námořního spolku. V roce 441/440 př. n. l. spolu s Periklem vedl řecké vojsko jako stratég ve válce proti Samu. Úřad jednoho z deseti stratégů (úředníků velících ozbrojeným silám) zastával poté ještě dvakrát. Vysoké posty zastával až do vysokého věku, v roce 413 př. n. l., ve svých 83 letech, byl zvolen próbulem, tedy jedním z deseti komisařů, kterým byly uděleny zvláštní pravomoci a úkol postavit obec na nohy po drtivé porážce Athéňanů se Syrakusany na Sicílii. Konečné porážky od Sparťanů v roce 404 př. n. l. se již nedožil, což bylo pro něj štěstí, neboť celé jeho dílo svědčí o silném spojení s Athénami a horoucí vlastenecké lásce k nim. Jako kněz (kultu hrdinů) výraznou měrou přispěl k zavedení Asklépiova kultu do Athén. Za své zásluhy byl Sofoklés po smrti sám uctíván jako hérós Dexión.
V roce 468 př. n. l. vyhrál svou první cenu za drama na dionýsovském festivalu, když porazil staršího a již zavedeného autora Aischyla. Od té doby se stal miláčkem athénského kulturního světa, neboť na následujících třiceti festivalech zaznamenal 24 vítězství, což nemělo srovnání - jeho největší konkurent Aischylos zvítězil za celý život třináctkrát, mladší Euripidés dokonce jen čtyřikrát. Ve svých prvních hrách vystupoval ještě jako herec, avšak podle starořecké tradice přestal hrát pro slabý hlas. Ačkoli dostával mnoho pozvání do jiných měst, z velké lásky k Athénám tato pozvání odmítal. Naposledy na festivalu soutěžil roku 406 př. n. l., ve svých devadesáti letech.
Aristofanés tvrdil, že Sofoklés měl přátelskou povahu, typickou pro něj byla prý pohoda, uvolněnost a optimismus. Přátelil se s Periklem a Hérodotem a byl ovlivněn Euripidem, kterého však později také ovlivnil. Sofoklův syn Iofón byl také tragický básník a prý obvinil svého otce, který byl již ve vysokém věku, z duševní slabosti a žádal, aby byl zbaven svéprávnosti. Sofoklés vyvrátil synovo tvrzení tím, že přednesl před soudem ódu na Athény ze své poslední tragédie, kterou právě napsal.

## Dílo
Sofoklés patří spolu se starším Aischylem a mladším Euripidem mezi nejvýznamnější starověké dramatiky. Napsal 123 tragédií, ale z nich se v úplnosti dochovalo jen sedm, část dramatu „Slídiči“ a dále jen jména a nepatrné zlomky.
Sofoklés zavedl třetího herce (tritagonistu). Předtím byli na scéně jen dva; herec sice mohl i předtím přejít do jiné role a zvýšit tak množství postav dramatu, přesto přidání třetího herce na scénu umožnilo rozšířit rozmanitost interakcí a rozsah dramatického konfliktu. Zápletky mohly být plynulejší a situace složitější. Svá dramata většinou nepsal v trilogiích, jak bývalo předtím zvykem. Tím zvýšil dramatičnost děje, který se zkrátil a zhustil, zároveň se ovšem omezila úloha sboru (chóru). Jako první rovněž použil malované kulisy na divadelní scéně, někdy se tyto kulisy během jeho představení dokonce i měnily.
V jeho tragédiích se odrážejí i soudobé politické a společenské situace, např. v Králi Oidipovi se zmiňuje tehdejší morová epidemie. V řadě tragédií představuje problém osudu a neřešitelné konflikty mezi povinnostmi, například vůči zákonům obce a nepsaným náboženským zákonům rodu. Jeho postavy jsou povětšinou nedokonalé a chybující. Sofoklés vždy zdůrazňuje, že většině lidí chybí moudrost. Jeho autorská pravda se vyjevuje ve střetu s nevědomostí, klamem a pošetilostí jeho postav, ony samy pravdu publiku nesdělují. Mnoho scén dramatizuje chyby postav (uvěření fámě, falešný optimismus, ukvapený úsudek, šílenství). Hlavní postava povětšinou udělá nějakou vážnou chybu, ostatní na ni reagují, což hlavní figuru vede k dalšímu chybnému kroku, který jeho i ostatní vede k neodvratné zkáze. Tento pád ji ovšem přivede ke kontaktu s univerzálními silami vesmíru, takže je vlastně očistný. Člověk rozdrcený osudem a vlastní nevědomostí je u Sofokla poté opravdovějším člověkem, nalézá sám sebe.
Velkým posunem bylo, že chyby sofoklovského hrdiny se podepisují na těch, kteří ho aktuálně obklopují, na lidech v jeho čase a ve stejné generaci - nikoli na potomcích či generacích budoucích. Sofoklés tak opouští oblíbený dramatický instrument "dědičné viny". Nevyhýbal se spojení ironie a tragického momentu, pracoval silně s metaforami (např. Oidipovo oslepení se), významotvornými rekvizitami (urna v Élektře), dokázal budovat a stupňovat napětí, například užitím dramatických pauz v řeči. Jeho jazyk byl vnímán jako přirozenější a bližší publiku než u jeho současníků. Mytologie slouží Sofoklovi jen jako kulisa, často jen zběžně vysvětluje, co se přesně stalo (spoléhal na to, že publikum základní mýtus zná) a soustředí se na dramatický detail, na konflikt, které mytické dění u postav vyvolalo. Novátorsky se zaměřil na ženské hrdinky (Élektra, Antigona). Nejoceňovanějším bylo v antice jeho drama Král Oidipus, které Aristotelés označil za formálně nejdokonalejší drama vůbec. Sofoklova tragédie určila základní vzorec nejen tragédii antické, ale celému západnímu divadlu. Ovlivnila i filozofii a moderní myslitelství, právě Sofoklovo pojetí Oidipa ovlivnilo Sigmunda Freuda při definování tzv. oidipovského komplexu, základní ideje psychoanalýzy.
Dochované hry (roky jsou přibližné):
- Aiás (445 př. n. l.)
- Antigona (442 př. n. l.) představuje konflikt mezi zákony obce a nepsaným zákonem rodu
- Král Oidipus (427 př. n. l.) představuje problém „osudového“ trestu za čin, který člověk spáchal nevědomky.
- Oidipus na Kolónu (407 př. n. l.)
- Trachiňanky (413 př. n. l.)
- Élektra (410 př. n. l.)
- Filoktétés (410 př. n. l.)
- Ichneutai (Slídiči), zachováno asi 400 veršů

### Díla včeštině
- Sofoklés, Tragédie. Praha: Svoboda 1975. Přel. F. Stiebitz (kompletní vydání)
- Král Oidipús. Praha: Artur 2010
- Antigoné; Élektra. Praha: Artur 2010
- Antigona. Praha: Orbis 1965. Přel. V. Renč
- Oidipús vladař. Praha: Orbis 1963, Přel. J. Pokorný
- Oidipús na Kolóně. Praha: ČDLJ 1953. Přel. V. Šrámek
- Sofokleova Antigona. Praha: K. Jeřábková 1851. Přel. F. Šohaj